# Oscar Pistorius
Oscar Leonard Carl Pistorius (n. 22 noiembrie 1986, City of Johannesburg Metropolitan Municipality⁠(d), Transvaal, Africa de Sud) este un sprinter sud-african. Deși i-au fost amputate ambele membre inferioare mai jos de genunchi la vârsta de 11 luni, el participă la o mulțime de evenimente sportive, fiind capabil să concureze și cu sportivii valizi.

## Primii ani
Oscar Pistorius s-a născut pe 22 noiembrie 1986 ca fiu al lui Henke și Sheila Pistorius în Sandton, Johannesburg, pe atunci în Provincia Transvaal, (acum Provincia Gauteng) Africa de Sud. A crescut într-o familie de creștini, și are un frate mai mare, Carl, și o soră mai tânără, Aimée. Pistorius o consideră pe mama sa, decedată la vârsta de 43 de ani când el avea 15 ani, cea care a avut o influență majoră asupra vieții lui. Este un sud-african alb cu rădăcini italiene din partea bunicului mamei, un emigrant Italian în Kenya.
Pistorius s-a născut cu hemimelie fibulară (absența congenitală a fibulei) a ambelor membre inferioare. Pe când avea 11 luni, membrele sale inferioare au fost amputate de la genunchi în jos. A urmat cursurile școlii primare Constantia Kloof și Liceul de băieți Pretoria unde, începând de la 11 ani, a jucat rugby, polo pe apă și tenis. A făcut parte și dintr-un club de wrestling, și s-a antrenat la sala-garaj Jannie Brooks din Pretoria, Africa de Sud. După a accidentare serioasă la genunchi într-un meci de rugby în iunie 2003, s-a recuperat alergând cu antrenorul Ampie Louw, care declara că „niciodată nu se uita în urmă”. Primele proteze pentru alergat i-au fost făcute de Francois Vanderwatt. Acestea nu au ținut și a achiziționat o nouă pereche de la paralimpicul Brian Frasure.

## Acuzația de crimă
La data de 14 februarie 2013, Pistorius și-a împușcat accidental iubita, pe fotomodelul Reeva Steenkamp, acesta susținând că ar fi confundat-o cu un hoț. Magistratul Desmond Nair a confirmat că Oscar Pistorius va fi acuzat de crimă cu premeditare și i-a stabilit o eliberare pe cauțiune de cu un milion de ranzi (113.000 $).
În octombrie 2014, a fost condamnat la cinci ani de închisoare pentru omor din culpă. Pistorius a fost eliberat un an mai târziu, în timp ce apelul acuzării era încă judecat. Curtea de Apel l-a găsit însă vinovat de crimă și l-a condamnat la 6 ani de închisoare. Acuzarea a făcut din nou apel la durata sentinței, și a obținut o condamnare la 15 ani de închisoare. În ianuarie 2024 a fost eliberat din închisoare.

## Palmares
| An   | Competiție           | Locație                | Loc | Eveniment        | Note    |
| ---- | -------------------- | ---------------------- | --- | ---------------- | ------- |
| 2004 | Jocurile Paralimpice | Atena, Grecia          | 3   | 100 m T44        | 11,16   |
| 2004 | Jocurile Paralimpice | Atena, Grecia          | 1   | 200 m T44        | 21,97   |
| 2008 | Jocurile Paralimpice | Beijing, China         | 1   | 100 m T44        | 11,17   |
| 2008 | Jocurile Paralimpice | Beijing, China         | 1   | 200 m T44        | 21,67   |
| 2008 | Jocurile Paralimpice | Beijing, China         | 1   | 400 m T44        | 47,49   |
| 2011 | Campionatul Mondial  | Daegu, Coreea de Sud   | 22  | 400 m            | 46,19   |
| 2011 | Campionatul Mondial  | Daegu, Coreea de Sud   | 2¹  | 4 × 400 m        | 2:59,21 |
| 2012 | Campionatul African  | Porto Novo, Benin      | 2   | 400 m            | 45,52   |
| 2012 | Campionatul African  | Porto Novo, Benin      | 2   | 4 × 400 m        | 3:04,01 |
| 2012 | Jocurile Olimpice    | Londra, Marea Britanie | 22  | 400 m            | 46,54   |
| 2012 | Jocurile Olimpice    | Londra, Marea Britanie | 7   | 4 × 400 m        | 3:03,46 |
| 2012 | Jocurile Paralimpice | Londra, Marea Britanie | 2   | 200 m T44        | 21,52   |
| 2012 | Jocurile Paralimpice | Londra, Marea Britanie | 1   | 400 m T44        | 46,68   |
| 2012 | Jocurile Paralimpice | Londra, Marea Britanie | 1   | 4 × 100 m T42-46 | 41,78   |

¹ Atletul a participat doar la calificări, dar a primit o medalie.